# Englisch-Walisischer Krieg (1262–1267)
Der Englisch-Walisische Krieg von 1262 bis 1267 war eine militärische Auseinandersetzung zwischen den von Fürst Llywelyn ap Gruffydd von Gwynedd geführten walisischen Fürstentümern und dem Königreich England. In dem Krieg konnten die Waliser die englische Herrschaft in Wales weiter zurückdrängen. Der durch einen Bürgerkrieg geschwächte englische König Heinrich III. musste schließlich im Vertrag von Montgomery mit Fürst Llywelyn Frieden schließen und ihn als Fürsten von Wales anerkennen.

## Ausgangslage
Im Krieg von 1256 bis 1258 hatten die Waliser unter der Führung von Fürst Llywelyn weite Teile von Wales von der englischen Herrschaft befreit. Dabei hatte Llywelyn Nord- und Südpowys, Perfeddwlad sowie den Großteil von Deheubarth unter seine Kontrolle gebracht. Der im Juni 1258 geschlossene Waffenstillstand war zunächst auf ein Jahr befristet, wurde aber im Juli 1259 um ein weiteres Jahr verlängert. Dennoch war der Waffenstillstand brüchig. Nach seinen Eroberungen in Nordost- und in Südwales wandte sich Llywelyn dem Gebiet der mittleren Welsh Marches zu. Wenn er dieses Gebiet zwischen Severn und Wye unter seine Herrschaft bringen würde, würde er einen Puffer zwischen dem englischen Gebiet und dem walisischen Kernland bilden. In diesem Puffer würden englische Angriffe abgefangen werden können, zugleich würde er als Ausgangsbasis für weitere Versuche dienen, die walisische Herrschaft auf Brecon, das obere Gwent und das Bergland von Glamorgan auszudehnen. Fürst Llywelyn hatte bereits jede Möglichkeit genutzt, um seinen Einfluss in der Region auszubauen. Bereits während des letzten Krieges hatte er 1256 und 1257 Überfälle nach Gwrtheyrnion und Builth unternommen. Noch vor Ablauf des Waffenstillstands griff er am 10. Januar 1260 wieder Builth an, das unter der Verwaltung von Roger Mortimer stand, und eroberte schließlich am 17. Juli Builth Castle. Im selben Jahr zwang er den walisischen Lord, der die Herrschaft über Elfael beanspruchte, zur Unterwerfung. 1261 besetzte er nach dem Tod von Owain ap Maredudd Cedewain, während er in Ceri Mitglieder eines lokalen Adelsgeschlechts als Herrscher einsetzte.

## Die walisischen Eroberungen von 1262 und 1263

Wales nach dem Vertrag von Montgomery 1267. Grün: das Fürstentum Gwynedd. Hellblau: Walisische Vasallen von Gwynedd. Lila: von Fürst Llywelyn eroberte Gebiete. Gelb: Besitzungen des englischen Königs

Im November 1262 endete der Frieden in Wales endgültig. Cefnllys Castle, eine neue Burg von Roger Mortimer in Maelienydd, wurde von einheimischen Walisern erobert. Dieser Angriff war wohl nur ein spontaner lokaler Aufstand gegen Mortimer, an dem Llywelyn nicht beteiligt war, doch die Gelegenheit war zu günstig für Llywelyn, um sie verstreichen zu lassen. Er wehrte erfolgreich den Gegenangriff von Roger Mortimer ab, der mit Hilfe von Humphrey de Bohun, 2. Earl of Hereford die Burg zurückerobern wollte. Innerhalb weniger Wochen eroberte Llywelyn fast ganz Maelienydd, dazu eroberte er die meisten der Grenzburgen Mortimers. Daraufhin erhoben sich die Waliser in Breconshire und in Blaenllyfni gegen Mortimers Herrschaft und schlossen sich dem Aufstand an. Llywelyn stieß im Frühjahr 1263 über Brecon durch das Tal des River Usk bis Abergavenny Castle vor, konnte die Burg jedoch nicht erobern. Der Constable der Burg, Peter de Montfort, wollte die Burg zuvor schon aufgeben und hatte sich verzweifelt an den König um Hilfe gewandt. Der Anfang 1263 aus Frankreich nach England zurückgekehrte Thronfolger Lord Eduard brach daraufhin mit einer vor allem aus ausländischen Söldnern bestehenden Streitmacht zu einem Feldzug in die Welsh Marches auf. Am 3. April 1263 verbündete er sich in Hereford mit Llywelyns Bruder Dafydd. Die Waliser zogen sich jedoch vor Eduards Streitmacht in die Wälder zurück, so dass durch den Feldzug außer einem kurzfristigen Entsatz der in Nordostwales isoliert gelegenen königlichen Burgen Dyserth und Deganwy Castle nichts erreicht wurde. Im Mai wurde der Thronfolger zurück nach England beordert und der Feldzug wurde abgebrochen. Daraufhin setzte Llywelyn seine Angriffe fort. Im August 1263 ergab sich Dyserth Castle und wenige Wochen später, Ende September, auch Deganwy Castle. Llywelyn ließ beide Burgen vollständig zerstören. Mit der Eroberung dieser Burgen waren sämtliche Eroberungen, die Heinrich III. in den 1240er Jahren gemacht hatte, wieder verloren gegangen. Im September 1263 musste sich auch Fürst Gruffydd ap Gwenwynwyn von Powys Wenwynwyn, der bislang erbittertste walisische Gegner von Llywelyn, ergeben. Gruffydd musste Llywelyn huldigen und für sich und seine Erben die politische, rechtliche und militärische Oberherrschaft von Fürst Llywelyn und dessen Erben anerkennen.

## Beteiligung Fürst Llywelyns am Krieg der Barone
Llywelyns bemerkenswerte Erfolge in den Jahren 1262 und 1263 gegen die Marcher Lords trugen nicht unerheblich zur Verschärfung der politischen Krise in England bei, seitdem ab 1258 ein Teil der Barone gegen die Herrschaft des Königs rebellierte. Um die bedrängten Marcher Lords zu entlasten, berief Heinrich III. für den 1. August 1263 das Feudalheer für einen Feldzug nach Wales nach Worcester. Dieser Feldzug kam jedoch nie zustande, stattdessen kam es in den Welsh Marches und in den angrenzenden englischen Grafschaften zu bewaffneten Übergriffen auf Anhänger des Königs. Als sich jedoch Simon de Montfort, 6. Earl of Leicester, der Führer der Adelsopposition, mit Llywelyn ap Gruffydd verbündete, wechselten zahlreiche Marcher Lords auf die Seite des Königs. Im Juni 1263 schickte Llywelyn walisische Truppen zu Montfort, die diesen bei der Belagerung von Bridgnorth unterstützten. Mit der Unterstützung der Gegner des Königs erhoffte sich der walisische Fürst offensichtlich Unterstützung für seinen eigenen Kampf gegen die Engländer. Der Konflikt zwischen der Adelsopposition und dem König weitete sich 1264 zum offenen Zweiten Krieg der Barone gegen den König aus. Das Bündnis zwischen Montfort und Llywelyn war dabei zunächst für beide Parteien nützlich. Im Februar 1264 unterstützten Simon de Montfort der Jüngere und Henry de Montfort, zwei Söhne von Montfort, Llywelyn gegen Roger Mortimer. Walisische Truppen halfen der Adelsopposition bei der Belagerung von Montgomery und Worcester. Im Mai 1264 konnte Montfort den König sowie den Thronfolger Lord Eduard in der Schlacht von Lewes schlagen und gefangen nehmen. Der siegreiche Montfort zwang Lord Eduard, zum Verzicht auf die Herrschaft über Chester, die er dann selbst übernahm. Damit war Eduard als einer der Hauptgegner Llywelyns in den Welsh Marches entmachtet worden. 
Nicht zuletzt Montforts Bündnis mit Fürst Llywelyn führte jedoch dazu, dass der Großteil der Marcher Lords nun auf der Seite des Königs gewechselt war. Im Januar 1265 bestätigte Montfort Fürst Llywelyn noch den Besitz und die Burgen, die er bis zu diesem Zeitpunkt wieder erobert hatte. Im Mai 1265 landeten jedoch Anhänger des Königs, die während der Herrschaft Montforts nach Frankreich geflohen waren, mit Truppen in Südwestwales. Montfort zog ihnen mit einem Heer entgegen. Dabei wurde er jedoch von den Parteigängern des Königs ausmanövriert. Verzweifelt suchte Montfort Unterstützung bei Fürst Llywelyn und schloss mit ihm im Juni 1265 das Abkommen von Pipton-on-Wye, in dem er Llywelyn den Titel Fürst von Wales zugestand. Der Tod von Montfort und der Sieg der Anhänger des Königs in der Schlacht von Evesham im August 1265 stellten diese Erfolge Llywelyns zunächst wieder in Frage. Lord Eduard, der Thronfolger, der zunehmend die politische Initiative innehatte, nahm jedoch den Kampf gegen die Waliser zunächst nicht wieder auf. Seine Besitzungen in den Welsh Marches, die noch nicht von den Walisern zurückerobert worden waren, übertrug er im Herbst 1265 seinem jüngeren Bruder Edmund. Der Versuch der Marcher Lords, nach ihrem Sieg über die Simon de Montfort auch die verlorenen Gebiete in Wales zurückzuerobern, scheiterte völlig. Im Gegenzug fiel Llywelyn in Cheshire ein. Daraufhin wurden auf Veranlassung des im September 1265 in Westminster zusammengekommenen Parlaments Hamo Lestrange und der anglo-irische Baron Maurice FitzGerald mit einem Heer in die Welsh Marches gesandt. Ihre Truppen wurden jedoch von den Walisern klar geschlagen.

## Frieden durch den Vertrag von Montgomery
Da der Zweite Krieg der Barone auch nach dem entscheidenden Sieg von Evesham weiter andauerte, die Marcher Lords selbst uneinig und vor allem die mächtigsten Marcher Lords, Roger Mortimer und der junge Gilbert de Clare, 3. Earl of Gloucester erbitterte Gegner waren, war an ein entschlossenes Vorgehen gegen die Waliser nicht zu denken. Nachdem im Juni 1267 endlich der langjährige Krieg der Barone geendet hatte, waren die Finanzen des siegreichen Königs völlig erschöpft. Unter Druck und Vermittlung des päpstlichen Legaten Ottobono Fieschi musste der widerstrebende König am 29. September 1267 mit Fürst Llywelyn den Vertrag von Montgomery schließen, der die Erfolge des Walisers bestätigte und den Krieg in den Welsh Marches beenden sollte.

## Folgen
Der Vertrag von Montgomery befriedete die Welsh Marches nur für kurze Zeit. Der Besitz von Maelienydd blieb zwischen Llywelyn ap Gruffydd und Roger Mortimer umstritten, dazu kam es über die walisischen Herrschaft Senghenyddin Glamorgan zum Streit mit Gilbert de Clare, 3. Earl of Gloucester. Diese Grenzkriege steigerten das Misstrauen von Fürst Llywelyn gegen den neuen König Eduard I. Nachdem Llywelyn mehrfach der Aufforderung des Königs, ihm als Fürst von Wales zu huldigen nicht nachgekommen war, begann Eduard 1276 einen neuen Feldzug gegen Wales.